# 假野芝麻
假野芝麻（学名：Paralamium gracile）为唇形科假野芝麻属下的一个种。